# 궤도 공명

궤도 공명이란 천체역학에서, 공전하는 두 천체가 작은 정수비를 만족하는 공전 주기로 인해 서로에게 주기적으로 일정하게 중력적 영향을 가할 때 발생한다. 쉽게 말하면 두 천체가 일직선으로 놓일 때 서로를 중력으로 미는 걸 말한다. 궤도 공명에 관한 물리학적 원리는 그네 위의 아이를 밀 때의 상황과 유사하다. 이 때 공전과 그네는 모두 고유 진동수를 가지며, "밀고 있는" 다른 물체(천체)는 운동이 누적되는 효과를 가지도록 "밀기"를 주기적으로 반복해야 한다. 궤도 공명은 상호 천체의 중력적 영향을 크게 증폭시키는데, 즉 서로의 궤도를 변경시키거나 제한할 수 있다. 대부분의 경우에서 궤도 공명의 결과는 궤도 공명이 끝날 때까지 서로의 운동량과 궤도를 전이시키는 불안정한 상호 작용을 야기한다. 어떤 상황에서는 공명계가 천체의 궤도 공명을 유지하기 위해 자기 수정적이며 안정적이게 될 수도 있다. 그 예로 목성의 위성들인 가니메데, 유로파, 이오의 1:2:4 공명과 명왕성과 해왕성 사이의 2:3 공명이 있으며, 토성의 고리의 간극은 토성의 안쪽 위성과의 불안정한 궤도 공명으로 인한 것이다. (비슷한 공전 궤도 반지름을 갖는 천체들 사이의)1:1 공명과 같은 특수한 경우는 거대한 태양계 천체가 궤도를 공유하는 다른 작은 천체들을 궤도에서 방출하는 결과를 낳는다. 이는 현재 행성의 정의로 사용되는 효과인 "주변 천체 청소"를 포함하는, 그보다 훨씬 더 광범위한 과정이다.
이 기사에서 한 쌍의 천체의 공명비란 공전 주기의 비 보다는 공전 회수의 비로 표현된다. 공전주기의 비는 공전 회수의 비의 역수에 해당한다. 따라서 위의 명왕성과 해왕성의 2:3 공명이란 해왕성이 세 번 공전할 동안 명왕성이 두 번 공전한다는 것을 의미한다. 셋 또는 그 이상의 공명에서는 둘 중에 하나가 쓰일 것인데, 그것이 무엇을 의미하는 비인지는 명시될 것이다.(이런 경우에서 가장 작은 정수비 나열을 꼭 역수로 취해서 할 필요는 없다)

## 역사
17세기에 뉴턴의 만유인력 법칙이 발견되면서부터 태양계의 안정성에 관해 라플라스를 비롯하여 많은 수학자들이 고민하였다. 2체 문제에서의 안정적인 궤도는 다른 천체의 영향을 무시한 것이다. 그런 천체들의 영향까지 추가된 태양계의 안정성에 관한 상호작용은 매우 작았지만, 처음에는 이런 상호작용들이 오랜 시간동안 합해져 궤도 변수를 크게 변화시키고 완벽히 다른 배열을 야기할 것인지, 또는 그를 어느정도 안정화 시키는 다른 효과로 행성의 궤도의 배열이 유지될 것인지 알지 못했다.
라플라스는 처음으로 갈릴레이 위성의 놀라운 율동에 대한 설명을 내놓았다.(아래 참고) 이에 관한 연구의 장은 그때부터 매우 활동적이게 되었으며, 아직 이해하지 못했던 많은 것들에 대한 도전이 이루어졌다.(거대 행성의 작은 위성과 고리의 상호작용을 통해 어떻게 해서 고리가 유지되는지 등)

## 궤도공명의 유형
일반적으로 궤도공명은

해왕성 바깥 공명 천체(적색)의 장반경이 해왕성과 작은 정수비를 갖는 공명 위치(위로 솟은 빨간 수직 막대)에 몰려 있다. 그에 비해 큐비원족(청색)의 장반경과 비공명(또는 공명하는 것이 밝혀지지 않은) 산란분포대 천체(회색)의 장반경은 불규칙하게 분포해 있다.

소행성의 장반경 분포도. 목성과의 공명으로 인해 불안정화되는 궤도인 커크우드 간극이 보인다.

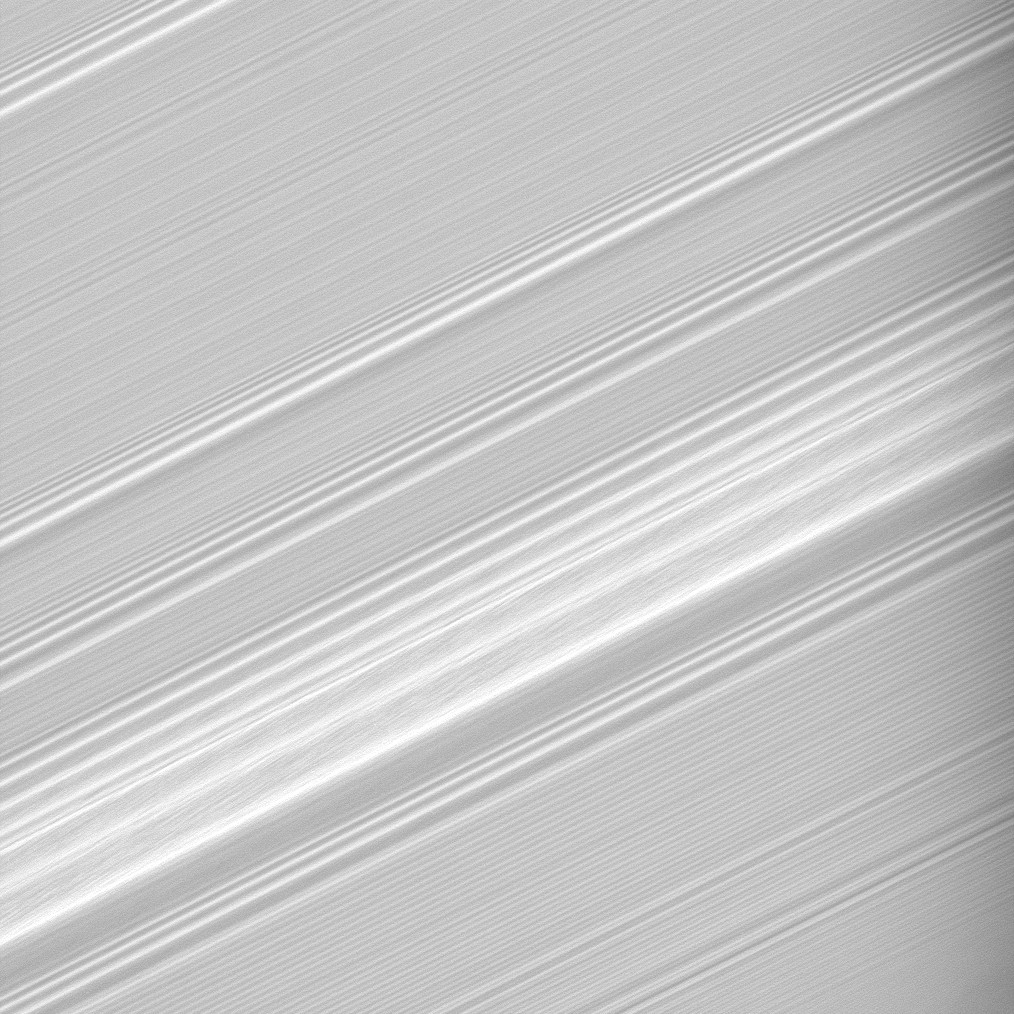
토성의 A 고리에서의 나선 밀도파는 안쪽의 위성과의 궤도공명으로 인해 들뜬 것이다. 이러한 파동은 행성(좌측 상단 방향)으로부터 멀리 전파된다. 사진 중앙 바로 아래의 거대한 파동들은 야누스와의 6:5 공명으로 인한 것이다.

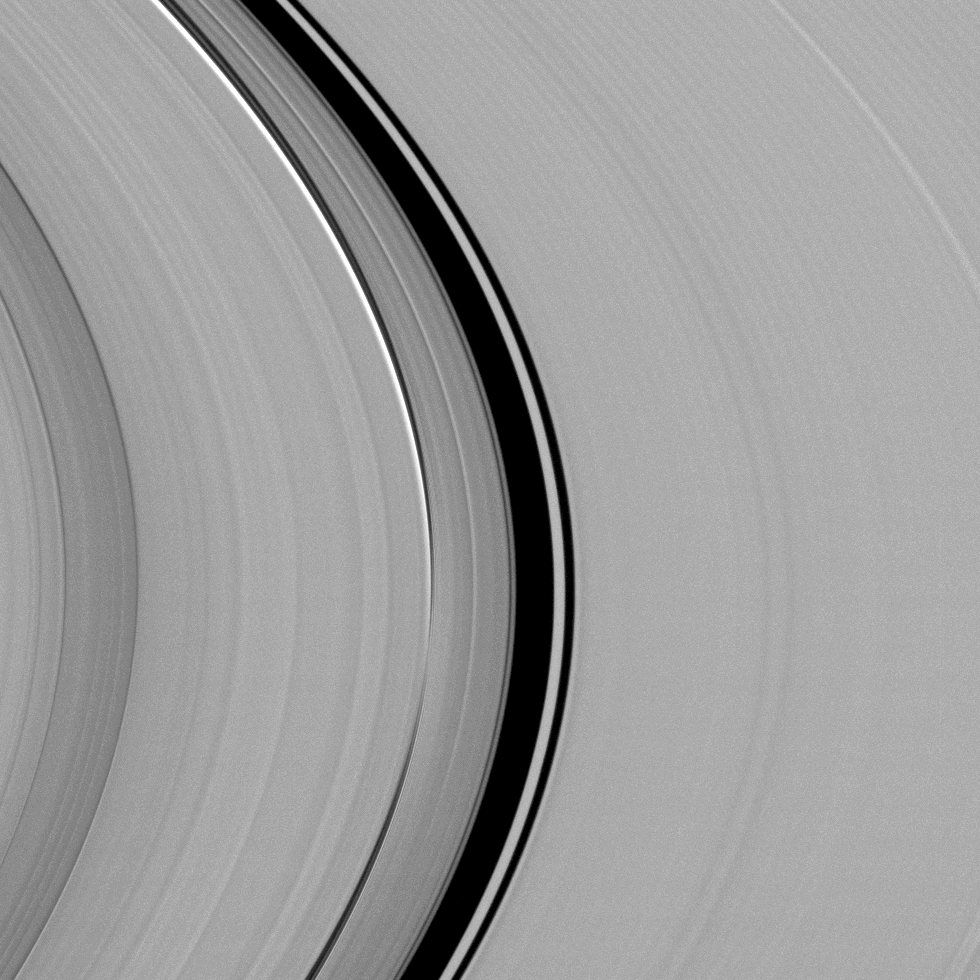
편심된 타이탄 미세고리는 토성의 C 고리의 콜롬보 간극(사진 중앙)에 있으며 고리 안쪽의 굽힘파(bending wave)에서 공명하는 입자들의 기울어진 궤도는 타이탄의 평균운동과 동시에 각각 장축 및 교점 세차운동을 한다.

- 하나 또는 그 이상의 궤도 변수의 조합(예를 들면 이심률 대 장반경, 또는 이심률 대 궤도경사각 등)을 수반한다.

- 공전주기나 104~106년 정도인 영년과 같은 시간 단위로 가늠할 수 있을 정도의 짧은 기간 동안 발생한다.

- 장기간의 궤도 안정화 또는 불안정화의 발생으로 이어질 수 있다.

평균운동 궤도공명(mean-motion orbital resonance)은 두 천체가 서로 간단한 정수비의 공전 주기를 가질 때 발생한다. 좀 더 상세하게 접근하면, 이것은 궤도의 안정화나 불안정화를 일으킨다. 여기서 안정화(Stabilization)는 두 천체가 서로 가까지 접근하지 않는 방식으로 동기화된 운동을 할 때 발생한다. 예를 들면 다음과 같다.
- 명왕성을 비롯한 명왕성족의 궤도는 무거운 해왕성의 궤도와 교차함에도 불구하고 안정하다. 그 이유는 그들이 해왕성과 2:3 공명을 하기 때문이다. 이러한 궤도공명은 명왕성족 천체가 근일점 및 해왕성의 궤도에 접근할 때, 해왕성은 상당히 먼 곳(평균적으로 해왕성은 명왕성의 근일점으로부터 자신의 공전궤도 둘레의 4분의 1만큼 떨어져 있다)에 위치하게 만든다. 궤도공명을 하지 않으면서 해왕성과 교차하는 다른 수 많은 천체들은 해왕성으로 인한 강력한 섭동으로 그 영역에서 방출된다. 명왕성족 외에도 해왕성에 대해 특히 1:1(해왕성 트로이), 3:5, 4:7, 1:2(일대이족), 2:5 공명과 같은 작지만 상당히 많은 해왕성 바깥 공명 천체 분류군이 있기도 하다.

- 태양으로부터 3.5 AU 이상 떨어져 있는 소행성대에서 목성과의 3:2, 4:3, 1:1 공명은 소행성 뭉치(clump)를 이루면서 발생한다. 그러한 소행성에는 각각 힐다족, 툴레족, 그리고 무수히 많은 목성의 트로이 소행성군이 있다.

또한, 궤도공명은 궤도를 불안정(destabilization)하게 만든다. 이러한 불안정화는 실제로 작은 천체에 대해서 매우 많이 발생한다. 예를 들면 다음과 같다.
- 태양으로부터 3.5 AU 이내에 있는 소행성대에서 목성과의 주요 평균운동 궤도공명은 소행성의 분포에서 간극(gap)을 형성한다. 이 간극은 커크우드 간극(3:1, 5:2, 7:3, 2:1에서 가장 뚜렷함)이라 불린다. 그러한 거의 빈 영역에 있었던 소행성들은 반복되는 섭동으로 인해 방출되어 왔다. 그렇지만 아직도 일시적으로 공명대(간극)에 존재하거나 그 가까이에 있는 소행성들이 있긴 하다. 예를 들면, 알린다족의 소행성들은 목성과의 상호작용으로 인해 궤도 이심률이 계속해서 증가하여 결과적으로 공명에 의해 방출되어 내행성에 접근하게 될 때까지, 3:1 공명대에 있거나 그 가까이에 있다.

- 토성의 고리에서, 카시니 간극은 B 고리의 안쪽과 A 고리 바깥쪽 사이에 있는 간극이다. 이 간극은 토성의 위성인 미마스 (위성)와의 2:1 공명으로 인해 청소된 영역이다. 더 정확히 말하자면, 미마스와 공명하는 영역은 B 고리의 외곽 가장자리에서 경계선을 그리는 하위헌스 간극에 해당한다.

- 토성의 고리에서 A 고리 안에 위치한 엥케 간극과 킬러 간극은 각각의 간극 안에 위치한 소위성(moonlet), 판과 다프니스와의 1:1 공명에 의해 청소된 영역이다. A 고리의 외곽 가장자리는 토성의 위성인 야누스와의 7:6 공명을 통한 불안정화로 유지된다.

공명 궤도에 있는 대부분의 천체들은 같은 방향(순행)으로 운동하지만, 역행하는 다모클레스군 일부가 발견되어 왔는데, 이들은 목성 또는 토성과의 평균운동 공명에서 일시적으로 포획된 것이다. 이러한 궤도 상호작용은 동일한 방향으로 운동하는 천체들 사이의 상호작용보다 약하다.
라플라스 공명(Laplace resonance)은 1:2:4의 공전주기비(4:2:1 공전 회수비)를 갖는 삼체 공명이다. 이 용어는 피에르 시몽 라플라스가 목성의 위성인 이오, 유로파, 가니메데의 운동을 통제하는 그러한 비의 공명을 발견하면서 만들어진 것이다. 지금은 외계행성 글리제 876의 c, b, e 사이의 공명 같이, 갈릴레이 위성과 동일한 비를 갖는 다른 삼체 공명에도 적용된다. 라플라스 공명 외의 다른 간단한 정수비를 갖는 삼체 공명은 "라플라스형"(Laplace-like 또는 Laplace-type) 공명으로 일컬어져 왔다.
린드블라드 공명(Lindblad resonance)은 나선은하(나선팔 그 자체에 의해 별이 힘을 받게 됨)와 토성의 고리(고리를 이루는 입자가 토성의 위성에 의해 힘을 받게 됨)에서 발생하는 나선 밀도파를 기술한다.
영년 공명(secular resonance)은 두 공전궤도의 세차운동(주로 근일점 또는 승교점 세차)이 동기화될 때 발생한다. 큰 천체(행성 등)와 영년 공명하는 작은 천체는 큰 천체와 같은 속도로 세차운동을 하게 된다. 오랜 시간(100만 년 정도) 동안 영년 공명은 작은 천체의 이심률과 궤도경사각에 변화를 주게 된다.
영년 공명에 관한 주요 예시 몇가지는 토성과 연관되어 있다. 토성이 큰 자전축 경사(26.7˚)를 갖는 이유는 토성의 자전축 세차와 해왕성의 공전축 세차 사이의(둘 다 약 187만 년 주기의) 공명으로 밝혀졌는데, 토성은 처음에 목성의 자전축 경사(3.1˚)에 가까운 자전축 경사를 가지고 있었을 것이다. 카이퍼벨트 천체의 점진적인 개체수 감소율이 해왕성 궤도의 세차운동 속도를 감속시키게 만들고, 결과적으로 두 주기가 일치하게 되면서 토성의 자전축 세차는 회전-공전 공명(spin-orbit resonance)에 빠지게 되어 토성의 자전축 경사를 증가시키게 만들었을 것이다.(해왕성의 공전 각운동량은 토성의 자전 각운동량보다 만 배 크기 때문에 이 상호작용을 주도하는 역할을 하였다)
소행성과 토성 사이의 근일점 영년 공명(ν6 = g − g6)은 소행성대의 형성 연구에 도움을 준다. 토성과 접근하는 소행성은 주로 화성과의 근접통과로 인해 소행성대로부터 방출된 지점에 있는 화성 교차 소행성(Mars-crosser)이 될 때까지 이심률이 점점 증가한다. 이 공명으로 인해 태양으로부터 약 2 AU 부근에서 소행성대의 안쪽과 "옆쪽"에 약 20˚의 궤도경사를 가지는 경계선이 형성된다.
수치적 모의 실험에 의하면, 수성과 목성 사이의 근일점 영년 공명(g1 = g5)이 최종적으로 수성의 이심률을 크게 증가시키며 지금으로부터 수십억 년 동안 태양계 안쪽을 불안정하게 만들 수 있다고 한다.
토성의 C 고리에 위치한 타이탄 미세고리는 또다른 유형의 영년 공명을 보여주는데, 한 궤도의 장축 세차(근일점 세차) 속도가 다른 천체의 공전속도와 정확히 일치하게 되는 경우이다. 이런 미세고리의 편심된 외곽 끝부분은 항상 토성의 가장 큰 위성인 타이탄 쪽을 향하고 있다.
코자이 공명(kozai resonance)은 섭동을 받은 궤도의 경사와 이심률이 동시에 요동칠 때(이심률이 증가하면 경사각이 감소, 반대의 경우도 성립) 발생하는 공명이다. 이러한 궤도공명은 오로지 크게 경사진 궤도의 천체에만 적용된다. 때문에 그러한 궤도는 점점 커지는 이심률로 인해 근점거리가 짧아져서 불안정해지는 경향이 있다. 이는 보통 태양이나 행성과 같은 중심 천체와의 충돌이나 그들의 기조력에 의한 파괴로 이어진다.
궤도 이심률과 연관지어진 또다른 궤도공명의 예로는 가니메데와 칼리스토의 이심률이 반대 위상을 가지면서 181년 주기로 똑같이 변화하는 것이 있다.[

## 태양계의 평균 운동 궤도 공명

세 갈릴레이 위성을 통해 볼 수 있는 라플라스 공명. 그림에서의 비는 궤도 주기의 비이다. 위성의 합은 잠깐 동안의 색상 변화를 통해 강조된다. 유로파-가니메데 합(자홍색)이 한 번 일어날 동안 두번의 이오-유로파 합(녹색)과 세 번의 이오-가니메데 합(회색)이 일어난다.

행성, 왜소행성, 또는 큰 위성, 그리고 무수히 많은 소행성, 행성의 고리, 소위성, 카이퍼대 천체를 포함하는 태양계의 평균운동 궤도공명은 단 몇 개 정도로만 알려져 있다.
- 2:3 명왕성-해왕성 (오르쿠스와 다른 명왕성족 천체도 포함)
- 2:4 테티스-미마스 (토성의 위성). 교점의 칭동이 계산에 꼭 포함되어야 하기 때문에 복잡하다.
- 1:2 디오네-엔셀라두스 (토성의 위성)
- 3:4 히페리온-타이탄 (토성의 위성)
- 1:2:4 가니메데-유로파-이오 (목성의 위성, 공전 회수의 비)

덧붙여서 하우메아는 해왕성과 7:12 공명을 하는 것으로 여겨지고 있었으나, 2019년, 천문학자 Marc Buie에 의해 비공면 천체로 분류된다. 225088 공공은 해왕성과 3:10 공명을 하는 것으로 여겨진다.
공전 주기 사이의 간단한 정수비는 복잡한 관계에서 간소화한 것이다.
- 합의 위치는 공명에 의해 나타나는 평형 위치 주변을 요동(칭동)칠 수 있다.

- 0이 아닌 이심률이 주어진 궤도에서, 교점 또는 근점은 이동한다.(짧은 주기의 공명과 관계되나, 영년 세차가 아님)

좌측의 그림에서, 유명한 이오와 유로파의 2:1 궤도공명을 생각해 보라. 만약 공전주기가 이 관계에 있다면, 평균운동 {\displaystyle n\,\!} (주기의 역수, 흔히 하루 당 각도로 표현)은 다음과 같은 관계를 만족한다.
{\displaystyle n_{\rm {Io}}-2\cdot n_{\rm {Eu}}=0}
위 방정식에 관측(위키피디아) 자료를 대입하면 -0.7395°일-1을 얻을 수 있는데, 0과는 상당히 다른 값을 갖는다.
실제로, 궤도공명은 완벽하지만 0이 되기 위해서는 근목점(목성으로부터 가장 가까운 위치)의 세차 {\displaystyle {\dot {\omega }}}가 포함되어야 한다. 그에 대한 정확한(라플라스) 방정식은 다음과 같다.
{\displaystyle n_{\rm {Io}}-2\cdot n_{\rm {Eu}}+{\dot {\omega }}_{\rm {Io}}=0}
달리 말하면, 이오의 평균운동은 실제로 근목점의 세차까지 고려한 유로파의 평균운동의 두 배이다. (회전하는) 근목점에 있는 관찰자는 두 위성이 동일한 위치(이각)에서 합이 되는 것을 보게 될 것이다. 위와 같은 유형의 방정식을 만족하는 쌍이 더 있는데, 미마스-테티스 궤도공명이 그것이다. 이 경우에서 궤도공명은 다음과 같은 방정식을 만족한다.
{\displaystyle 4\cdot n_{\rm {Te}}-2\cdot n_{\rm {Mi}}-{\dot {\Omega }}_{\rm {Te}}-{\dot {\Omega }}_{\rm {Mi}}=0}
두 위성의 궤도 교점 중간쯤에서 합의 위치는 요동친다.

## 같이 보기
- 3753 크뤼트네
- 라그랑주 점
- 수성
- 우주의 음악
- 공명 해왕성 바깥 천체
- 조석 고정
- 티티우스-보데의 법칙
- 트로이군
- 금성